# Vinculació de Mallorca i Menorca al bisbat de Girona
Es conserven dues butlles sobre la vinculació de Mallorca i Menorca al Bisbat de Girona dels papes Formós I (892, butlla del papa Formós) i Romà I (897), que fan referència a la pertinença de les “insulas maiorica scilet et minoricam” al Bisbat de Girona, regit aleshores pel bisbe Servus Dei. La discussió historiogràfica sobre la seva correcta interpretació ha estat persistent.
Per a Joan Francesc de Masdeu, (“Història crítica de España y de la cultura española” XV, 1795, pp. 197-198), les butlles són apòcrifes a causa, entre altres qüestions, de la citació de les illes de Mallorca i Menorca, contra tot fonament històric. Actualment aquesta tesi no és sustentada per cap historiador, i el debat se centra en la seva correcta interpretació.
Per a Miquel Barceló Perelló, seguint parcialment a Antolín Merino i a José de la Canal (“España Sagrada”, 43, 1801, p. 114), les illes a les que fan referència les butlles són les Illes Medes, denominades encara avui la Grossa i la Petita. Argumenta per això que en el context de les butlles les illes són relacionades de manera burocràtica, entre denominacions genèriques (cases, esglésies, viles, parròquies, terres, vinyes, prats...) del patrimoni temporal, no pastoral, del bisbe, trobant-se mancades de les formalitats que una possessió d'aquesta transcendència requeriria. Considera, a més, que la interpretació en favor que es tracta d'illes Balears, es sustenta en una opció ideològica partidaria d'una suposada tutela catalana sobre les Balears que legitimarien la seva conquesta al segle XIII com un fet predestinat.
El primer historiador modern que considera certa la referència a les Balears és Jaume Villanueva i Astengo ("Viage literario a las Iglesias de España", XIII, 1850, pp. 31-39), que introdueix arguments de caràcter pastoral que no es poden deduir de les butlles. Per a Josep Pella i Forgas, ("Historia del Ampurdán", Barcelona, 1883, pp. 298-303), les butlles s'emmarquen en el context carolingi. Així Carlemany, hauria encomanat el domini polític a Ermenguer d'Empúries i l'espiritual al bisbe de Girona abans de l'any 813 i aquest s'hauria mantingut al llarg de la centúria. A partir de 1888, la tesi és incorporada a la historiografia mallorquina, Alvar Campaner i Fuentes ("Bosquejo historico de la Dominación islamita en las Islas Baleares", 1888, pp. 258-261) i Josep Maria Quadrado ("Las Islas Baleares", Barcelona, 1888, p. 22). Per a alguns autors posteriors, Pere Xamena i Fiol ("Resum de la història de Mallorca", Felanitx, 1965, p. 33) o Miquel Coll i Alentorn (La dominació islàmica i la conquesta carolíngia de Catalunya, a l'article "Catalunya", Gran Enciclopèdia Catalana, IV, Barcelona, 1973, pp. 718-719), les butlles tenen un caràcter fundacional, en el sentit que a partir d'elles s'iniciaria la potestat religiosa del bisbat de Girona sobre les Balears.
Actualment, Josep Amengual i Batle, considera que el debat és purament historiogràfic, a causa d'una tradicional mala lectura i de la incomunicació mútua entre “romanistes” i “islamòlegs”, així com un prejudici invers al manifestat per Barceló; l'aversió a l'existència de vincles “polítics” de les Balears amb la Catalunya comtal anteriors a la conquesta.
Per Amengual la referència a les illes balears de Mallorca i Menorca resulta indiscutible, atesa la tradició documental que des del segle iii ja tenien els topònims i, la semblança de significats, no justificaria l'absència de relació etimològica entre els noms de les illes empordaneses i el de les butlles. Per la qual cosa en cap cas es pot admetre que facin referència a les Medes. Tampoc és significativa la descurada rellevància documental que se'ls hi dona, present en altres documents comparables.
Però, segons l'autor, les butlles no varen suposar el reconeixement o l'atorgament o de cap dret explícit al bisbe de Girona sobre elles. Efectivament Servus Dei, sol·licità, tal com s'indica als antecedents d'ambdós documents, el reconeixement del domini sobre Mallorca i Menorca d'acord amb les concessions dels "emperadors, els reis i altres temorosos de Déu", però en la part dispositiva els papes hi eviten qualsevol referència, si bé s'acullen a la fórmula ambigua: "i tot allò...que ha estat lliurat a l'església gironina", evitant d'aquesta manera la plena desautorització de la petició. Aquesta ambigüitat podria estar relacionada amb la persistència de drets sobre les illes per part de Bizanci, ni que fossin nominals, amb els quals el papat no hauria volgut entrar en conflicte en les dues ocasions.
Pel que fa a les motivacions de Servus Dei per incloure les Illes Balears en les peticions, Amengual esmenta entre les causes més plausibles la persistència, d'un abast indeterminable, de les relacions entre l'Imperi Carolingi i les Illes Balears de finals del segle VIII i principis del IX, de la qual podria haver estat dipositari Ermenguer d'Empúries, el comtat del qual estava sota la tutela espiritual del bisbat de Girona.
Finalment Amengual reflexiona sobre una possible desaparició dels bisbats balears, documentats en època romana, vàndala i bizantina, que podrien suggerir les butlles, sense poder donar una resposta concloent, atès que també hi cabria la possibilitat que les seus es trobassin llargament vacants, tal com era habitual a l'època. Si hagués estat aquest el cas, el reconeixement a Servus Dei hauria impossibilitat la dotació futura de les seus. També hi podria haver influït el fet que Girona i les Balears pertanyien a províncies eclesiàstiques distintes des de feia més de 300 anys. En tot cas les butlles posen de manifest l'extrema debilitat de la jerarquia catòlica a les illes, àdhuc sociodemogràfica, les quals sis anys després de la darrera butlla passarien a mans Musulmanes.